# Salt Palace
Le Centre de congrès Calvin L. Rampton - Salt Palace (en anglais : Calvin L. Rampton Salt Palace Convention Center), plus connu sous le nom de Salt Palace, est un centre de congrès situé à Salt Lake City , capitale fédérale de l'Utah , nommé en l'honneur du 11e gouverneur de l'Utah, Calvin L. Rampton.
Après avoir été notamment le stade de basket de la franchise NBA du Jazz de l'Utah, il a été reconstruit en 1994 pour devenir un centre de congrès.

## Histoire
Le premier Salt Palace original est construit en 1899 sous la direction de l'architecte Richard K.A. Kletting et appartenait à John Franklin Heath. Sa structure à ossature était recouverte de gros morceaux de sel gemme, qui lui a donné son nom. Le palais avait un grand dôme et était éclairé la nuit par des centaines d'ampoules. Le bâtiment abritait un théâtre mais aussi une salle de danse et un grand parc avec un vélodrome. Le Salt Palace et certains des autres éléments du parc ont été détruits par un incendie le 29 août 1910.
Le second équipement est achevé en 1969 avec une capacité de 10 725 spectateurs, qui sera plus tard poussé en 1983 à 12 666. Il accueille entre autres les matchs des équipes de basket-ball des Stars de l'Utah (de 1970 à 1975) et du Jazz de l'Utah (de 1979 à 1991), ainsi que l'équipe de hockey sur glace des Golden Eagles de Salt Lake (de 1969 à 1991). Il fait office de salle de concert avec par exemple la tournée Rhythm Nation de Janet Jackson en 1990 ou du groupe de rock AC/DC en 1991, concert qui a fait trois morts et de nombreux blessés lorsque le public s'est précipité vers la scène.
Trois ans après le départ de la franchise du Jazz de l'Utah vers le nouveau Delta Center, le Salt Palace est démoli en 1994. À sa place, il est décidé de construire l'actuel centre de congrès composé de 47 800 m2 d'espace d'exposition, 15 200 m2 d'espace de convention, une grande salle de bal de 4 200 m2 et 66 salles de réunion. En 2002, il a servi de centre de presse lors des Jeux olympiques d'hiver de Salt Lake City .
Le conseil du comté de Salt Lake a voté en 2007 pour officialiser le changement de nom pour rendre hommage à l'ancien gourverneur Calvin L. Rampton Salt qui avait favoriser le tourisme et le développement économique de la ville.
Le palais des congrès est retenu pour accueillir les épreuves de curling lors des Jeux olympiques d'hiver de 2034.

## Galerie

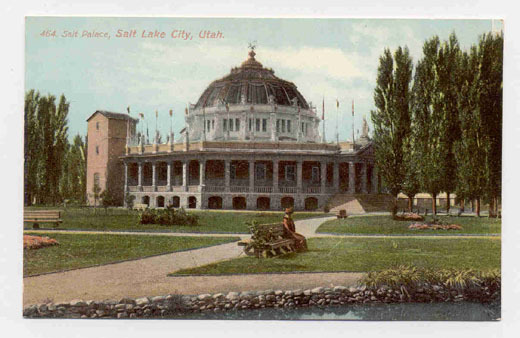
Salt Palace en 1910
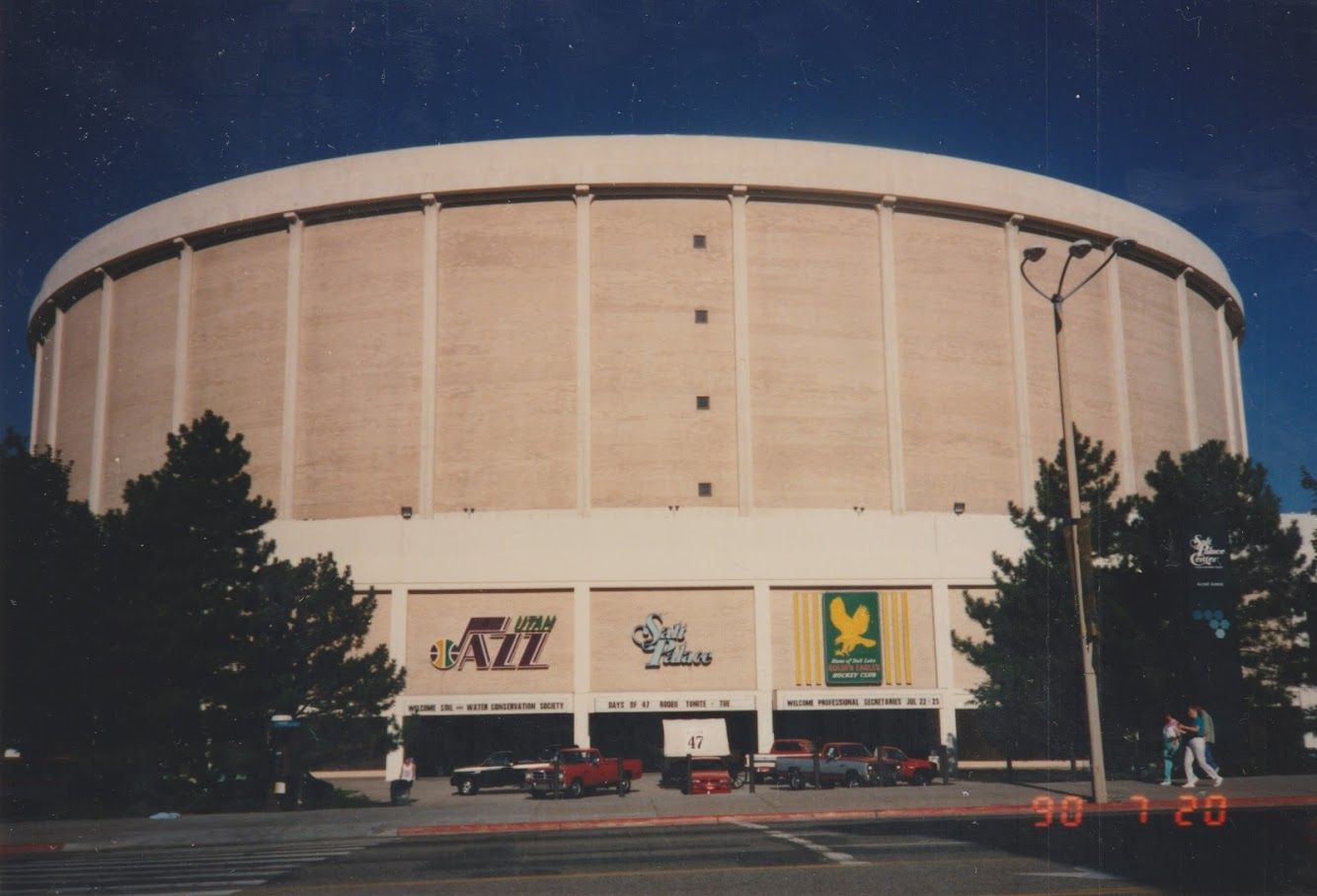
Salt Palace en juillet 1990
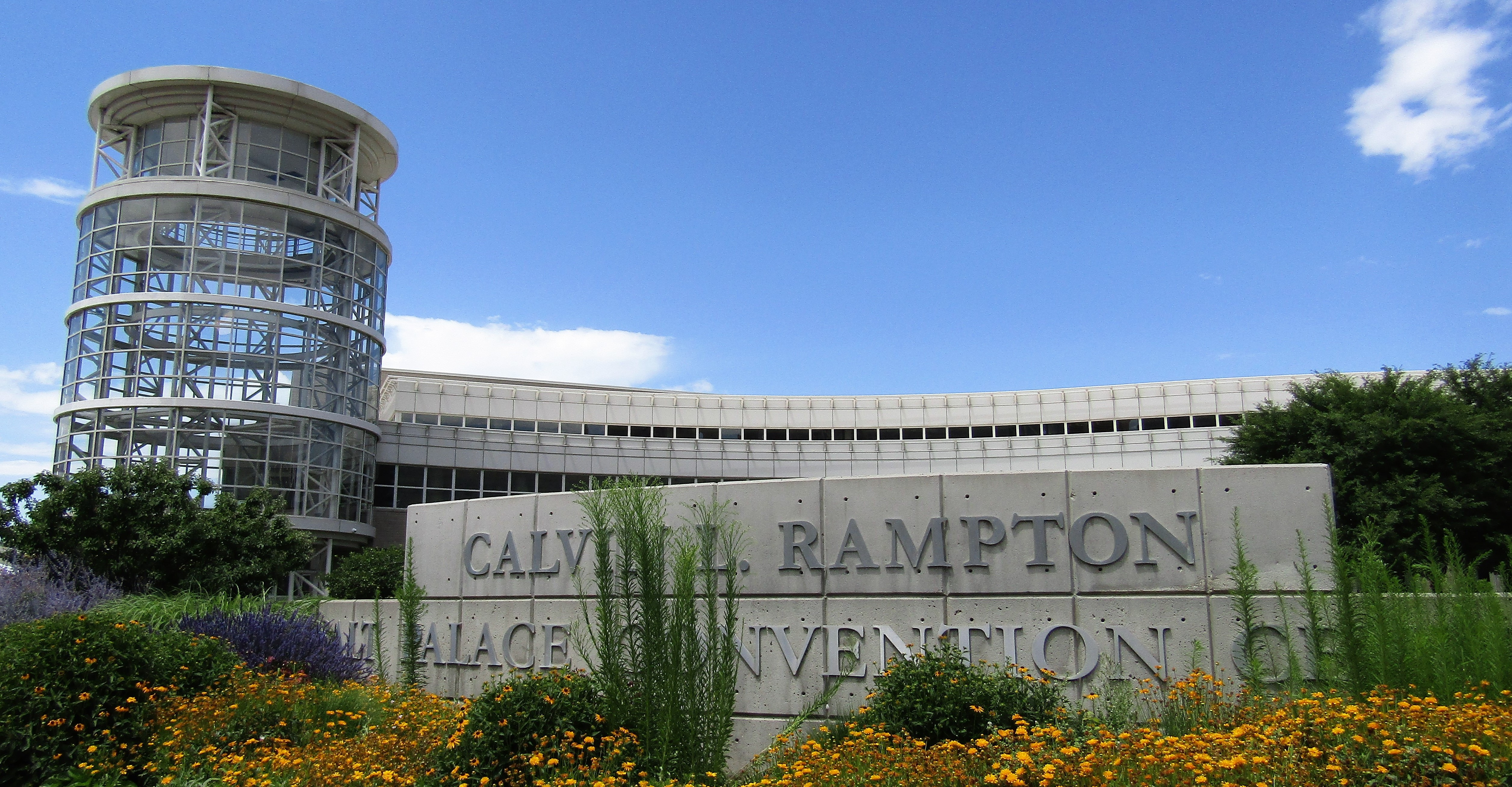
Le bâtiment extérieur en 2018
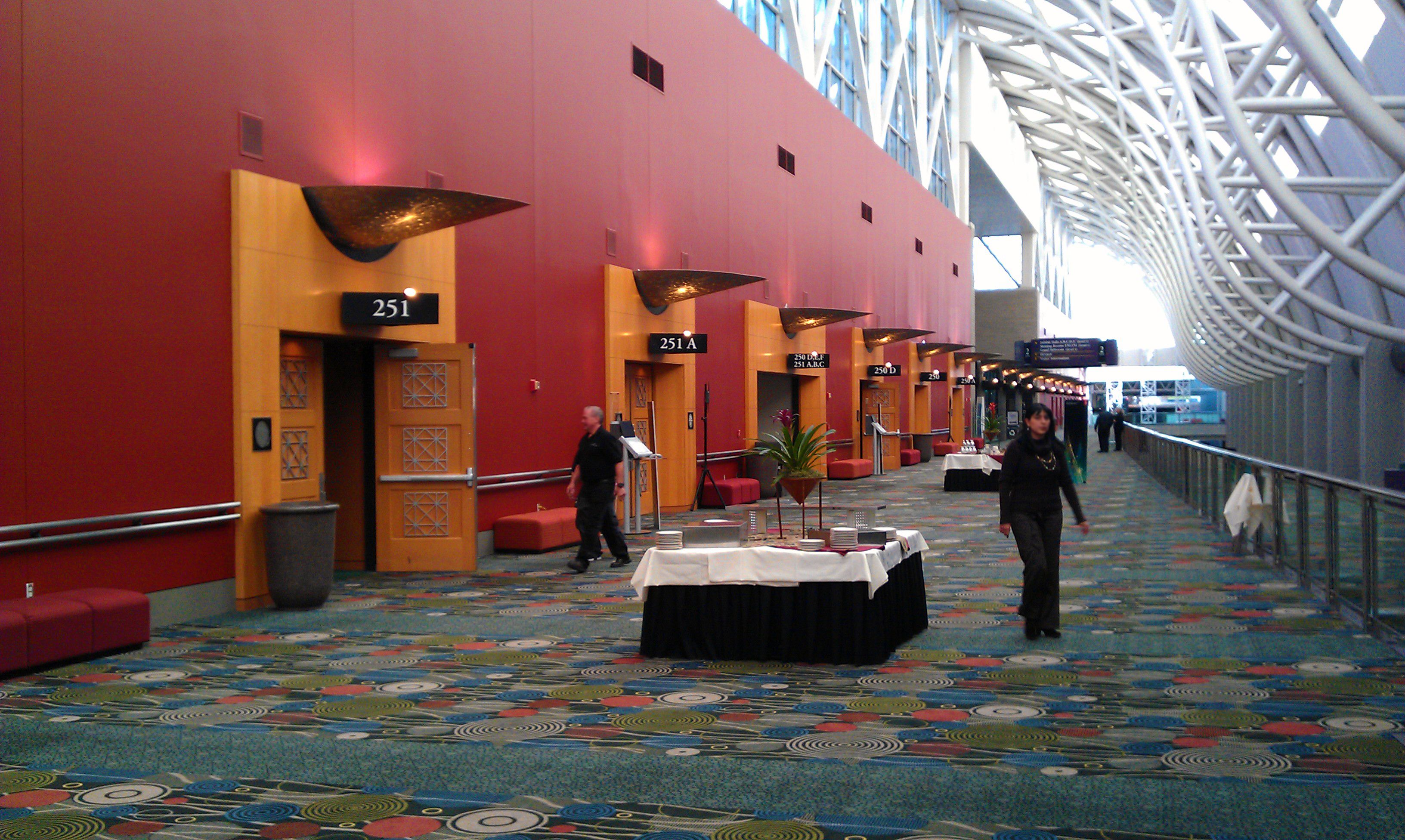
Hall
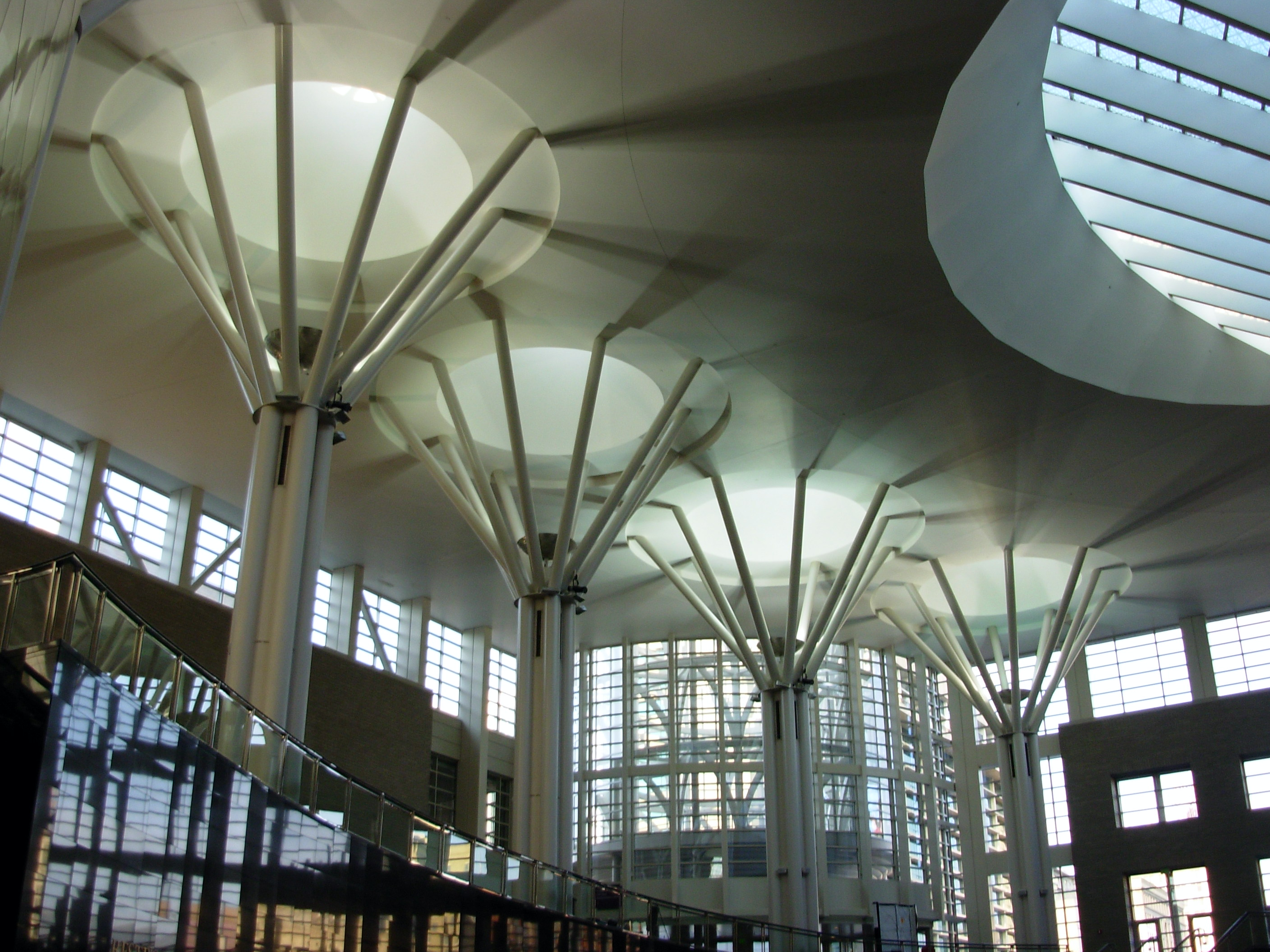
L'intérieur de l'entrée Est
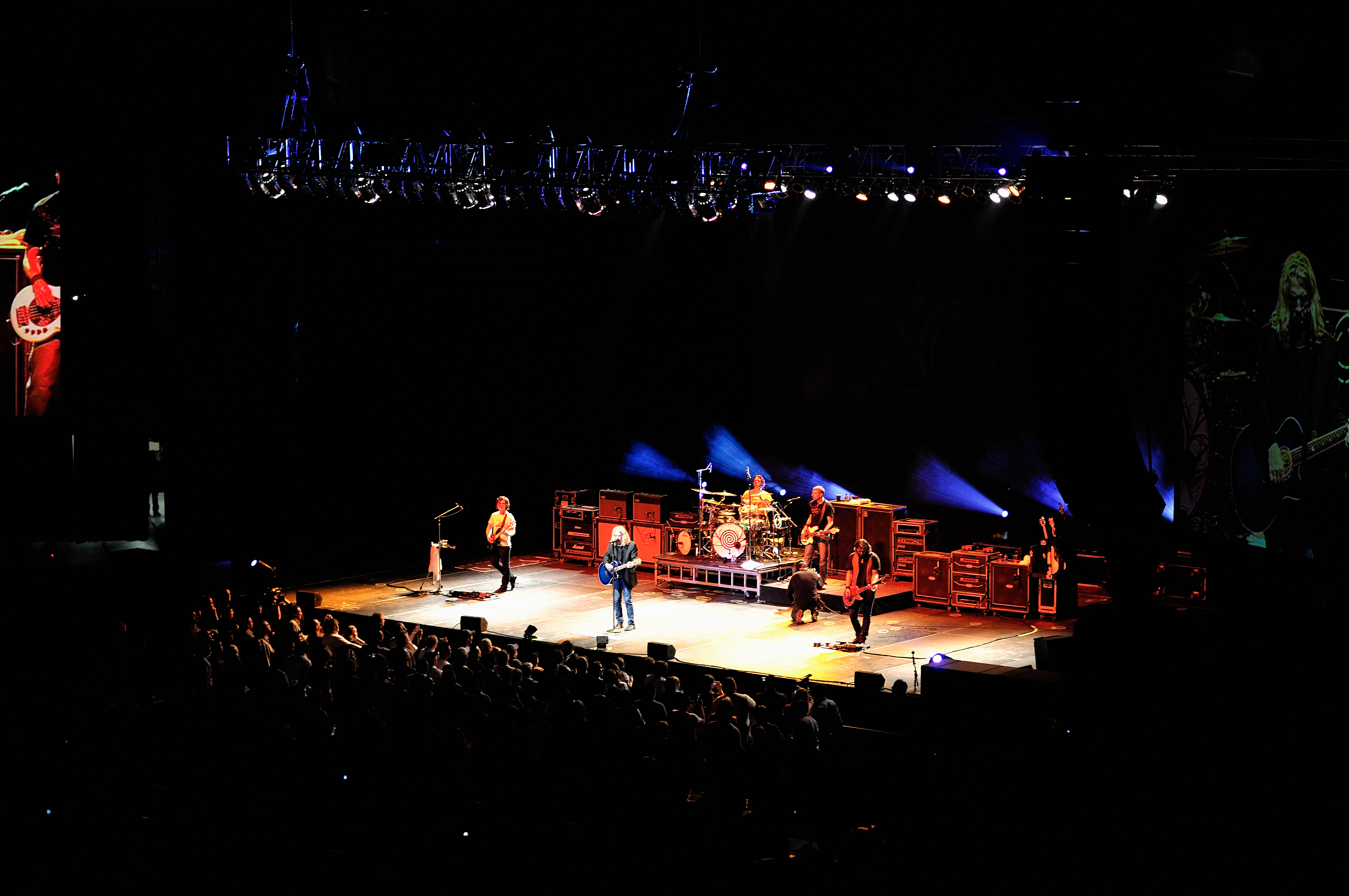
Concert lors d'une soirée de divertissement de la conférence Novell Brainshare en 2008.